# Dan Hanganu
Pour les articles homonymes, voir Hanganu.
Dan Sergiu Hanganu est un architecte et professeur d'architecture québécois né le 27 janvier 1939 à Iași en Roumanie, dans la Moldavie roumaine. Il est mort à Montréal, le 5 octobre 2017, à 78 ans.

## Biographie
Dan Hanganu complète sa scolarité en architecture à l'Université d'architecture et d'urbanisme Ion Mincu à Bucarest en Roumanie en 1961 avant d'immigrer à Paris où il étudie à l'École des Beaux-Arts. En 1970, il déménage au Canada, d'abord à Toronto puis à Montréal.
Il ouvre son propre bureau à Montréal avec la commande de projet d'habitation de l'Île des Sœurs.
Sa pratique est diversifiée, allant de la maison familiale au projet majeur de bâtiments institutionnels. Inspiré par les modernistes qui préfèrent utiliser les matériaux dans leurs états naturels. Il considère l'architecture supérieure aux autres manifestations de l'art.
Le fonds d’archives de Dan S. Hanganu (P969) est conservé au centre BAnQ Vieux-Montréal de Bibliothèque et Archives nationales du Québec.

## Œuvres
|                          |
| Musée Pointe-à-Callière. |

|               |
| HEC Montréal. |

|                           |
| Théâtre du Nouveau Monde. |

|                                            |
| L'église abbatiale de Saint-Benoît-du-Lac. |

- Habitation de Gaspé à l'Île des Sœurs
- 1984-1985 : Val de l'Anse de l'Île des Sœurs
- 1987 : bâtiment Chaussegros de Léry
- 1992 : Musée Pointe-à-Callière
- 1992-1994 : église abbatiale de Saint-Benoît-du-Lac
- 1992-1996 : pavillon de design de l'Université du Québec à Montréal[7]
- 1992-1996 : HEC Montréal
- 1998-2000 : centre d'archives de Bibliothèque et Archives nationales du Québec de Montréal
- 2000 : salle Desjardins-Telus
- 2002 : agrandissement et modernisation de L'Anglicane[8]
- 2003-2004 : intégration de l'Édifice Godin à un complexe hôtelier. Modification de la volumétrie horizontale du bâtiment et restauration ou recyclage du bâtiment (aujourd'hui Hôtel 10).
- Siège social du Cirque du Soleil
- Bibliothèque de droit de l'Université McGill
- Théâtre du Nouveau Monde
- Bibliothèque Marc-Favreau[9]
- 2013 : Bibliothèque Monique-Corriveau à Québec, dans l'ancienne église Saint-Denys-du-Plateau

## Honneurs
- 1981 - Prix d'excellence en architecture de l'Ordre des architectes du Québec
- 1992 - Prix Paul-Émile-Borduas
- 1994 - Médaille du Gouverneur général en architecture de l’Institut royal d'architecture du Canada
- 2000 - Prix d'excellence en architecture de l'Ordre des architectes du Québec
- 2002 - Médaille du Gouverneur général en architecture de l’Institut royal d'architecture du Canada
- 2003 - Membre de l'Académie roumaine
- 2004 - Doctorat honorifique en architecture de l'Université Laval
- 2004 - Prix carrière Sam-Lapointe de l’Institut de design Montréal
- 2005 - Officier de l'Ordre national du Québec

## Hommages
« Dan Hanganu a conçu l’Éperon – le pavillon d’accueil du Musée, devenu depuis un édifice emblématique dans le paysage architectural montréalais – comme un vaisseau amiral en écho au fleuve Saint-Laurent tout à côté. Il a posé un geste architectural qui a su conjuguer le passé maritime de la ville au lieu présent. Il a mis sa créativité au service de la muséologie et de l’histoire. »

— Francine Lelièvre, directrice générale, Pointe-à-Callière, Cité d’archéologie et d’histoire de Montréal